# Fujiwara no Matate
Fujiwara no Matate (藤原真楯?   715 - 25 de abril de 766) fue un cortesano japonés que vivió durante el período Nara. Fue tercer hijo del fundador de la rama Hokke del clan Fujiwara, el sangi Fujiwara no Fusasaki. Su nombre original fue Yatsuka (八束?).

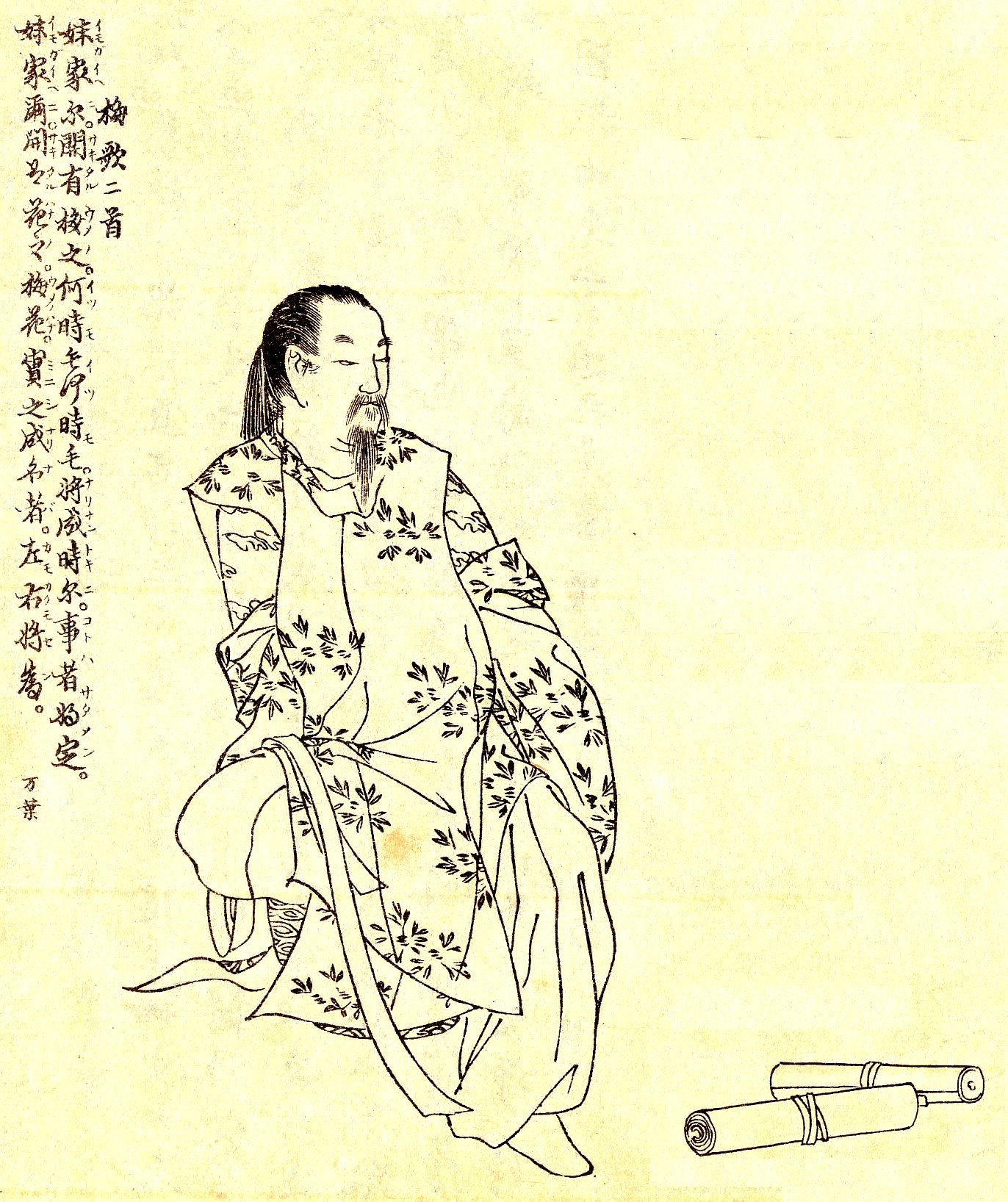
Fujiwara no Matate, dibujo de Kikuchi Yōsai (1903)

Debido a su diligencia ante el Emperador Shōmu, fue favorecido ascendiendo rápidamente en los rangos de kugyō (corte imperial) pasando a ser jushii no ge (従四位下?) en 744. Esto causó problemas y rivalidades con su primo Fujiwara no Nakamaro. En 746 fue nombrado gobernador de la provincia de Yamato y en 747 fue nombrado Ministro de Ceremonias. En 749 fue nombrado sangi, superando a su hermano mayor Fujiwara no Nagate en el rango de nobleza.
En 758 apoyó a Nakamaro en la implementación del estilo chino de la dinastía Tang en las oficinas gubernamentales y en 760 él mismo cambia su nombre a Matate, adoptando el estilo Tang y ascendió al rango de jusanmi (従三位?). En 762 fue nombrado como chūnagon y Ministro del Centro. 
Durante la rebelión de Nakamaro de 764 contra la corte imperial, Matate estuvo del lado de la Emperatriz Kōken, que resultó victoriosa y por ello fue promovido al rango de shō san-mi (正三位?), Ministro de Servicios Civiles y como cortesano de segundo rango. En 766 fue promovido a dainagon reemplazando a Nagate, pero fallecería dos meses después. Póstumamente se le nombró como Daijō Daijin.
Históricamente se ha descrito a Fujiwara no Matate como un talentoso asesor imperial. Ocho de sus trabajos sobreviven en el Man'yōshū, incluyendo siete tanka y un sedoka.